# Non aprite quella porta 3D
Non aprite quella porta 3D (Texas Chainsaw 3D) è un film del 2013 diretto da John Luessenhop. 
Rappresenta un sequel e al tempo stesso un reboot di Non aprite quella porta del 1974. La storia narrata è differente rispetto alla trama del secondo film della saga (uscito nel 1986, sequel diretto non canonico del primo film), risultando essere del tutto incompatibile a essa.

## Trama
Texas, 19 agosto 1973. Un gruppo di ragazzi è appena stato massacrato dai componenti di una famiglia di cannibali tra i quali spicca Faccia di Cuoio, colosso mentalmente ritardato armato di motosega e che indossa una maschera di pelle umana. Sally Hardesty, l'unica ragazza riuscita a scappare, viene raccolta da un'automobilista in un grande stato di shock e completamente coperta di sangue, e portata alla stazione di polizia più vicina. La ragazza, sconvolta, racconta allo sceriffo Hooper i fatti drammatici appena vissuti. Lo sceriffo si dirige subito alla casa colonica dei Sawyer e intima a Drayton Sawyer (il Cuoco) di uscire con le mani in alto e di consegnargli suo figlio Jedidiah, conosciuto come Jed e chiamato dal fratello Nubbins (l'Autostoppista) Faccia di Cuoio.
Drayton giustifica gli omicidi commessi dal figlio come atto di difesa personale, in quanto Sally e gli altri ragazzi erano entrati nella loro proprietà senza permesso. Il clan comandato da Boss Sawyer con l'appoggio degli altri parenti, cerca di convincere Drayton a consegnare Jed allo sceriffo Hooper. Drayton va nella stanza di Jed e lo rimprovera, perché lui e suo fratello Nubbins si sono fatti scappare Sally, attirando così l'attenzione della polizia. All'improvviso quando stanno per consegnare Jed a Hooper, la situazione degenera, perché la voce si è diffusa rapidamente, e una folla di cittadini inferociti circondano la roccaforte dei Sawyer, bruciando, radendo al suolo e uccidendo sino all'ultimo membro della famiglia, ponendo apparente fine alla loro scia di terrore. I piromani sono celebrati come eroi in città, e tutta la famiglia è da considerarsi morta. Tuttavia, una bambina, Edith Rose Sawyer, viene trovata e portata via dalle macerie da uno dei concittadini, Gavin Miller, che prontamente uccide sua madre, Loretta Sissy Sawyer, sorella minore di Jed, che chiede aiuto.
39 anni dopo, Edith ormai è cresciuta, ed è stata allevata da Gavin e Arlene Miller con il nome di Heather. Un giorno, la ragazza viene informata che la sua nonna biologica, Verna Carson, coniugata Sawyer, è morta, e ha lasciato tutto a lei, scoprendo così di essere stata adottata, e decide di conoscere il proprio vero retaggio contro il parere dei genitori adottivi. Heather e il suo fidanzato Ryan, e altri due amici, Nikki e Kenny, si dirigono a Newt per raccogliere la sua eredità. Lungo la strada, il gruppo raccoglie l'autostoppista Darryl. Quando arrivano, l'avvocato della famiglia Sawyer, Farnsworth, le dà le chiavi della villa di famiglia insieme a una lettera da parte di sua nonna Verna.
Eccitata sulla proprietà che ora possiede, Heather e i suoi amici una volta aver visto la villa, decidono di passare la notte, e subito vanno in città per comprare rifornimenti e del cibo, mentre Darryl si offre di rimanere e guardare la casa. Darryl crede di trovare oggetti di valore in una stanza chiusa a chiave nella cantina di casa, tuttavia, entrando nella stanza chiusa a chiave viene sorpreso dal feroce e vendicativo Leatherface. Heather e i suoi amici ritornano e scoprono che la casa è stata saccheggiata, ma scelgono di non dare importanza alla cosa. Mentre prepara la cena, Kenny intravede la cantina in cui Darryl è stato ucciso, e Jed lo infilza con un gancio. Heather trova un corpo in decomposizione al piano di sopra e corre ad avvertire i suoi amici, ma viene catturata, per poi svegliarsi in camera di Jed. Riesce a fuggire verso il cimitero della villa. Sentendo le urla e il rumore della motosega, Ryan e Nikki richiamano l'attenzione di Jed, mentre Heather prende il furgone e fa salire i suoi amici.
Nell'inseguimento con la motosega, Jed squarcia uno degli pneumatici del furgone, provocando così un ribaltamento che si rivela fatale per Ryan. Heather fugge e si fa strada in un parco di divertimenti, ma Jed fugge alla vista della polizia che pattugliano le strade. In commissariato, lo sceriffo Hooper si rende conto che Jed è sopravvissuto all'incendio ed è ancora vivo e vegeto. Il sindaco Burt Hartman, un uomo cinico e senza scrupoli (figlio del defunto sceriffo Hal Hartman e il fratello della defunta Betty), ordina all'ufficiale Marvin Cassel, recatosi a Villa Carson, d'uccidere Jed, contro gli ordini di Hooper. Mentre cerca Jed, Marvin si spaventa e uccide involontariamente Nikki, prima di essere ucciso da Jed stesso. Invece alla stazione, Heather scopre ciò che la gente del paese ha fatto alla sua famiglia, e così fugge. Lei è presto catturata dal vice sceriffo Carl Hartman, il figlio di Burt, che la porta al macello abbandonato dei Sawyer per attirare Jed.
Una volta lì, Jed trova Heather legata, e mentre sta per ucciderla scopre che la ragazza è sua cugina e taglia le corde con cui è legata, ma viene attaccato dal sindaco Hartman e dall'amico Ollie Brown. Heather, sentendo il cugino picchiato a morte, decide di aiutarlo, uccidendo Ollie con un forcone e dando a Jed la sua motosega, che usa per spingere il sindaco Hartman in un tritacarne. Lo sceriffo Hooper, vista la scena, vorrebbe ammazzare Jed, ma alla fine lascia uccidere il sanguinario sindaco al bestione. Al posto di arrestarli, l'uomo deciderà di coprire i due cugini. In seguito, Heather e Jed ritornano a casa, dove Heather legge la lettera di Verna che le dice di proteggere e curare Jed. Rendendosi conto che Jed è l'unica famiglia che ha, Heather decide di rimanere con lui.
Dopo i titoli di coda c'è una piccola scenetta di 32 secondi. I genitori adottivi della protagonista Heather vanno a trovarla nella sua nuova ed enorme casa e rimangono sbalorditi su quanto abbia ereditato. La moglie ricorda al marito di dirle che le vuole bene e bussano alla porta. Sentendo il ronzio di una motosega e vedendo Jed, i due fuggono impauriti.

## Produzione
Inizialmente, Non aprite quella porta 3D doveva far parte di una nuova trilogia dedicata alla famiglia di cannibali texani: il primo film doveva essere quello cronologicamente centrale, con l'ambientazione all'interno di un ospedale, il secondo doveva essere un prequel che doveva spiegare l'arrivo nell'ospedale, il terzo avrebbe dovuto completare la storyline. Tuttavia, i produttori hanno reputato troppo ambiziosa e rischiosa l'idea di una nuova trilogia, e hanno optato semplicemente per un film che si ricollegasse all'originale Non aprite quella porta del 1974.
(Trey Songz)
(Marilyn Burns)
(Gunnar Hansen)
(Dan Yeager)

## Promozione
Il 14 settembre 2012 è stato diffuso online il primo trailer originale del film. Il 14 febbraio 2013 è stato diffuso, sempre online, il primo trailer della pellicola in italiano.

## Distribuzione
Il film è uscito nelle sale statunitensi il 4 gennaio 2013; quando la data iniziale era invece fissata per il 5 ottobre 2012. In Italia è arrivato nelle sale il 28 febbraio 2013; in seguito alle varie richieste dei fan italiani, la Moviemax ha deciso di anticipare la data di uscita del film.

### Uscite mondiali
- Croazia: 3 gennaio 2013
- Danimarca: 3 gennaio 2013
- Serbia: 3 gennaio 2013
- Stati Uniti: 4 gennaio 2013
- Canada: 4 gennaio 2013
- Finlandia: 4 gennaio 2013
- Norvegia: 4 gennaio 2013
- Irlanda: 4 gennaio 2013
- Polonia: 4 gennaio 2013
- Regno Unito: 4 gennaio 2013
- Grecia: 10 gennaio 2013
- Svezia: 1º febbraio 2013
- Russia: 7 febbraio 2013
- Portogallo: 1º febbraio 2013
- Italia: 28 febbraio 2013
- Israele: 21 marzo 2013
- Messico: 14 aprile 2013
- Australia: 19 aprile 2013
- India: 19 aprile 2013
- Turchia: 19 aprile 2013
- Perù: 2 maggio 2013
- Brasile: 17 maggio 2013
- Argentina: 30 maggio 2013
- Francia: 10 luglio 2013

## Incongruenze
L'inizio del film si svolge il 19 agosto 1973, quando è avvenuto l'eccidio della famiglia Sawyer, e in tale sequenza appare Edith (la futura Heather) in fasce; tuttavia quando accadono i fatti principali del film ci troviamo nel 2012 (così come confermato dalla data di morte inscritta sulla lapide di Verna Carson) dunque Heather dovrebbe avere circa 39 anni, ma il suo personaggio ne dimostra molti di meno, e ciò accade anche per gli altri personaggi. L'età reale dell'attrice è infatti di 26 anni nel momento in cui ha recitato nel film, nel 2012. Un modo per risolvere questa incongruenza è stata quella di non menzionare mai nel film il 1973 come anno dell'eccidio, citando invece, e a più riprese, solamente il giorno e il mese, ovvero il 19 agosto. Anche nel film di cui ne è il sequel, uscito nel 1974, non viene mai nominato l'anno 1973.